# Burni Bulet
Burni Bulet är ett berg i Indonesien.   Det ligger i provinsen Aceh, i den västra delen av landet, 1 600 km nordväst om huvudstaden Jakarta. Toppen på Burni Bulet är 2 311 meter över havet.
Terrängen runt Burni Bulet är kuperad åt nordost, men åt sydväst är den bergig.Runt Burni Bulet är det glesbefolkat, med 10 invånare per kvadratkilometer. I omgivningarna runt Burni Bulet växer i huvudsak städsegrön lövskog.